# Јосгрунд
Јосгрунд (њем. Jossgrund) општина је у њемачкој савезној држави Хесен. Једно је од 28 општинских средишта округа Мајн-Кинциг. Према процјени из 2010. у општини је живјело 3.604 становника. Посједује регионалну шифру (AGS) 6435016.

## Географски и демографски подаци
Јосгрунд се налази у савезној држави Хесен у округу Мајн-Кинциг. Општина се налази на надморској висини од 317 метара. Површина општине износи 50,6 km². У самом мјесту је, према процјени из 2010. године, живјело 3.604 становника. Просјечна густина становништва износи 71 становника/km².